# Plagiobothrys hispidus
Plagiobothrys hispidus är en strävbladig växtart som beskrevs av Asa Gray. Plagiobothrys hispidus ingår i släktet tiggarstavar, och familjen strävbladiga växter. Inga underarter finns listade i Catalogue of Life.